# Witheringia folliculoides
Witheringia folliculoides är en potatisväxtart som beskrevs av W.G. D'arcy och J.L. Gentry. Witheringia folliculoides ingår i släktet Witheringia och familjen potatisväxter. Inga underarter finns listade i Catalogue of Life.